# Peucaea
Peucaea är ett fågelsläkte i familjen amerikanska sparvar inom ordningen tättingar. Tidigare fördes arterna till släktet Aimophila, men DNA-studier visar att de inte alls är nära släkt. Släktet omfattar åtta arter som förekommer i Nord- och Centralamerika från södra USA till centrala Guatemala:
- Strimhuvad sparv (P. ruficauda)
- Svartbröstad sparv (P. humeralis)
- Tygelsparv (P. mystacalis)
- Kanelstjärtad sparv (P. sumichrasti)
- Sonorasparv (P. carpalis)
- Himmelsparv (P. cassinii)
- Palmettosparv (P. aestivalis)
- Stråsparv (P. botterii)